# 新四不

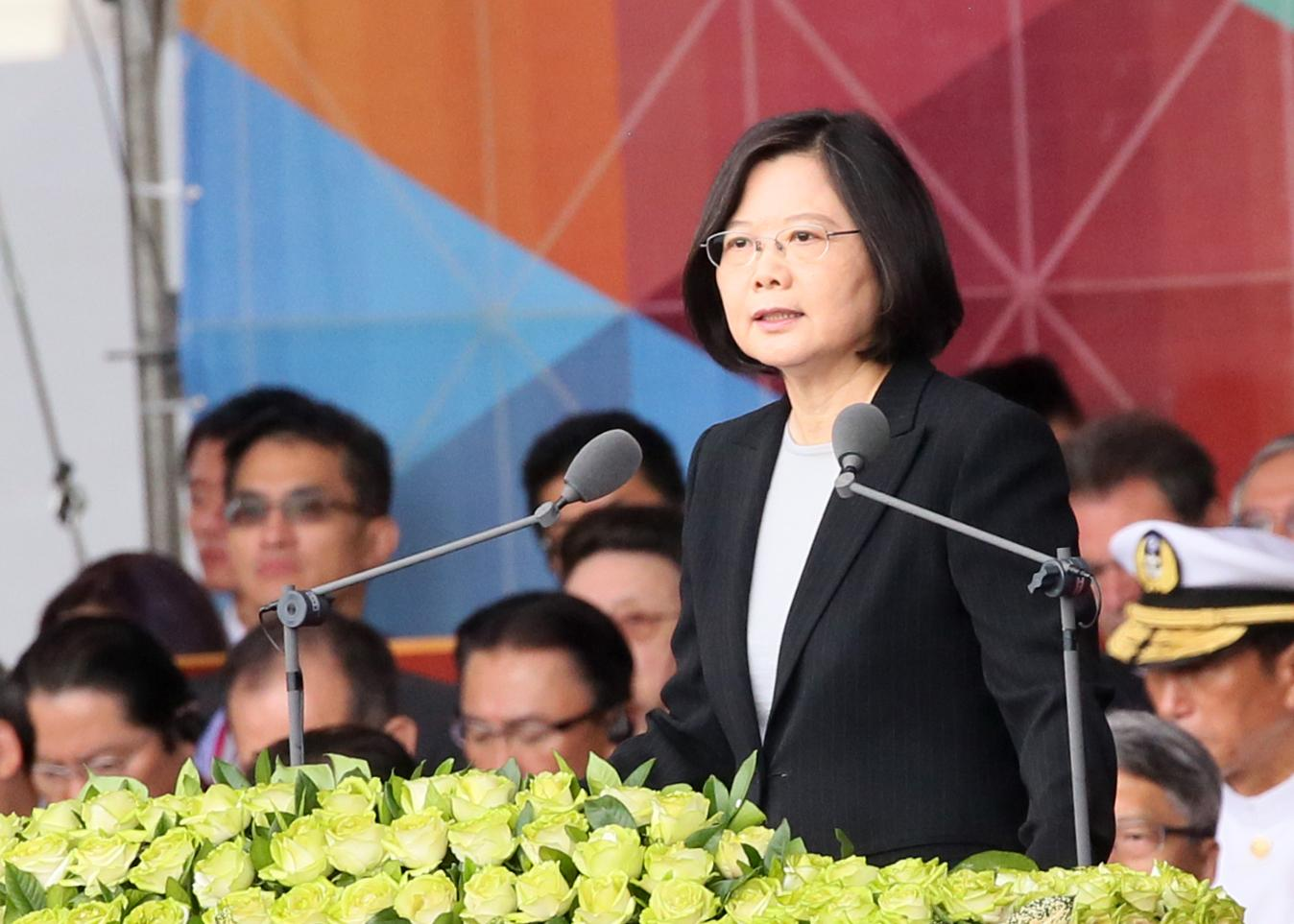
蔡英文於民國105年國慶大典演說

新四不是第14任中華民國總統蔡英文於2016年10月的中華民國國慶大典演講中所提出的海峽兩岸關係論述，用以取代馬英九政府時期的「九二共識」與「一中各表」主張。之所以稱「新」四不，乃是與同為民主進步黨的第10任總統陳水扁提出之「四不一沒有」論述作區別。
|                             | 承諾不變，善意不變，不會在壓力下屈服，不會走回對抗的老路。 |
| ——中華民國第14任總統 蔡英文 |                                                            |

## 歷史
2016年10月4日，在《華爾街日報》的專訪中被首次提出。
2016年10月8日，在「南海爭議與亞太區域和平國際研討會」中被提及。
2016年10月9日，在「國慶四海同心聯歡會」中被提及。
2016年10月10日，在中華民國國慶日總統演說中被提及。
2016年12月31日，在「中華民國總統府記者聯誼會暨臺灣外籍記者聯誼會歲末茶敘」中被提及。
2017年1月5日，在中華民國總統府接見美國哈佛大學費正清中國研究中心兩岸事務訪問團時被提及。
2017年2月22日，在「中華民國外交部新春聯歡晚會」中被提及。
2017年10月10日，在中華民國國慶日總統演說中被提及，但順序被悄悄異動為：「善意不變，承諾不變，不會走回對抗的老路，不會在壓力下屈服」。
2021年10月10日，在中華民國國慶日總統演說中被提及，但內容異動為：「我們的善意不變、承諾不變，維持現狀就是我們的主張，我們也會全力阻止現狀被片面改變」。

## 各方觀點
- 2016年10月14日，政治評論家林保華表示，「『老路』應該是兩蔣的老路，而不是李登輝與陳水扁的老路」。[13]
- 2018年11月29日，國立中正大學傳播學系教授羅世宏表示，蔡英文政府執政兩年多以來，兩岸問題一直是民主進步黨的要害，既無法主動拋出迫使北京當局不得不接招的創新思維，也缺乏與北京當局鬥智或周旋的靈活彈性手腕，始終無法有效重啟兩岸既有的協商與溝通管道，也無法緩解兩岸對立升高與衝突惡化的風險[14]。